# Dorfkirche Mödlich

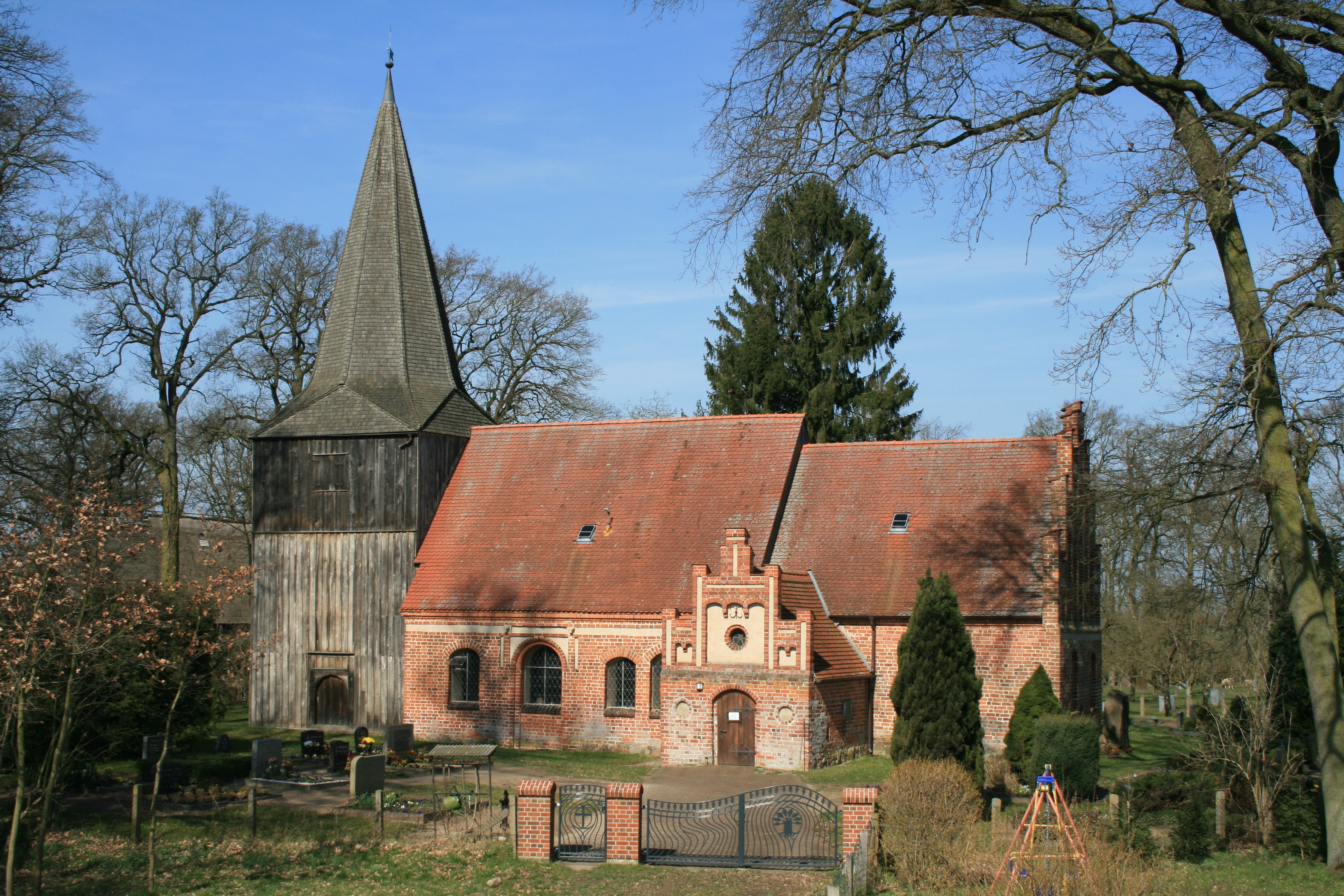
Kirchhof Mödlich – Südseite

Die Dorfkirche Mödlich ist eine evangelische Kirche im bewohnten Gemeindeteil Mödlich der Gemeinde Lenzerwische des Amtes Lenzen-Elbtalaue im Landkreis Prignitz in Brandenburg.

## Architektur
Die Kirche ist durch spätere Veränderungen nicht mehr im ursprünglichen Zustand vorhanden. Der flachgedeckte Saalbau aus Backstein wird durch einen leicht eingezogenen Chor mit geradem Abschluss ergänzt. Oberhalb der Ostwand findet sich ein reicher Pfeilergiebel mit gekuppelten Blenden und an der Südseite des Chores eine kleine quadratische Vorhalle mit Blendengiebel, welche zwischenzeitlich erneuert wurde. Unmittelbar an die Westwand wurde später ein hölzerner Turm angefügt.

## Geschichte
Der Bau wird in der Denkmaldatenbank des Landes Brandenburg auf das Jahr 1486 datiert. Das Dehio-Handbuch gibt hingegen nur das Ende des 15. Jahrhunderts als Entstehungsdatum an. Die hölzerne Taufe wird auf 1602 datiert, die Kanzel auf 1604 und der Altaraufsatz an der Südwand auf 1607. Der Kirchturm kam 1659 hinzu. In den Jahren 1893/1894 fand eine erste Restaurierung statt. Aus dem Jahr 1894 stammt auch der heutige Altaraufsatz. In den Jahren 1996 bis 1998 erfolgte die jüngste Restaurierung.

## Ausstattung
Eine Besonderheit ist ein Altarretabel, das aus Alabaster im 15. Jahrhundert angefertigt und im 19. Jahrhundert neu gerahmt wurde. Es stammt vermutlich aus Nottingham und gehört „zu den ganz besonderen Raritäten unter den sakralen Kunstschätzen des frühen 15. Jahrhunderts“ Allerdings ist unklar, ob sich das Werk bereits im Mittelalter in der Kirche befand oder erst zu einem späteren Zeitpunkt dorthin gelangte.
Im Kirchturm stehen die Särge des Amtmanns Arnold Gijsels van Lier (1593–1676) und seiner Tochter.